# إتيان بولييه
إتيان بولييه (بالفرنسية: Étienne-Émile Baulieu) (12 ديسمبر 1926 - 30 مايو 2025) هو بروفيسور، وأحيائي، من فرنسا، ولد في ستراسبورغ، وهو عضوٌ في الأكاديمية الفرنسية للعلوم، والأكاديمية الأوروبية للعلوم والآداب، والأكاديمية الوطنية للعلوم، والأكاديمية الوطنية للطب. أدار كوليج دو فرانس (1993–1998).

## جوائز
حصل على جوائز منها:
- الصليب الأكبر من وسام الاستحقاق الوطني (20 نوفمبر 2015)[15]
- جائزة لاسكر-دبغي للأبحاث الطبية السريرية (1989)
- الضابط الأكبر من وسام جوقة الشرف.